# Phillip Hopson
Phillip "Mac" Hopson (Marcos Juárez, Argentino, 6 de octubre de 1988) es un ex-baloncestista estadounidense-argentino que jugaba en la posición de base. Hizo su carrera profesional en el Japón y la Argentina. 

## Trayectoria

### Etapa universitaria
Hijo del baloncestista profesional Phil Hopson, nació en la localidad argentina de Marcos Juárez en la época en la que su padre se encontraba jugando como ficha extranjera del club San Martín.
Asistió a la Jefferson High School de Portland, graduándose en 2005. Terminó su última temporada con un promedio de 16.7 puntos, 6.1 rebotes y 4.2 asistencias por partido. Posteriormente jugaría la temporada 2005-06 con North Idaho College Cardinals como freshman y la 2006-07 con Washington State Cougars como sophomore. En 2007 llegó a Idaho Vandals, pero, debido a la reglamentación de la NCAA, entró en la lista de redshirts por lo que no pudo jugar en toda la temporada. Reapareció actuando en un excelente nivel en la temporada 2008-09 como junior, lo que valió ser electo en el All-Western Athletic Conference. En su temporada como senior promedió 15.6 puntos, 5.9 rebotes y 4.9 asistencias por partido, además de registrar tres doble-doble. Nuevamente fue seleccionado como parte del All-Western Athletic Conference. 

### Etapa profesional
Al no ser escogido por ninguna franquicia en el Draft de la NBA de 2010 decidió comenzar una carrera como baloncestista profesional fuera de los EE. UU.. Su primer destino fue Japón: allí jugaría una temporada para Sendai 89ers de la Bj League. Le tocó padecer el terremoto y tsunami de Japón de 2011, del cual salió ileso. Una semana después fue inscrito por el club Quilmes de Mar del Plata como parte de la plantilla que disputaría la temporada 2011-12 de la Liga Nacional de Básquet. Al ser Hopson nacido en el país, su inclusión en el plantel no ocupaba un cupo para extranjeros.
Pese a que en esa ocasión Quilmes perdió la categoría y descendió al TNA, el base estadounidense, por el contrario, hizo una excelente campaña personal, terminando la temporada con 16.3 puntos (72.2% en libres, 51.6% en dobles y 30.2% en triples), 5.3 rebotes, 3.3 asistencias, 2.7 pérdidas, 1.6 recuperos, y 18.2 de valoración en 32 minutos por partido. Por ese motivo permaneció en la LNB, fichado por Boca. Incluso hubo rumores de una posible convocatoria para integrar la selección de básquetbol de Argentina, pero ello finalmente no sucedió. 
Tras culminar su temporada con Boca, Hopson fue contratado en junio de 2013 por Regatas Corrientes. Permaneció allí dos años, antes de migrar a Sunchales y arreglar un contrato por una temporada con Libertad. Jugando para ese club le tocó junto a sus compañeros Lee Roberts y Tony Washam ser víctima de una brutal agresión por parte de un grupo de inadaptados en un bar de la ciudad de Rafaela. Esa temporada promedió 13.2 puntos, 4.5 rebotes y 4.7 asistencias, pero sólo disputó 19 partidos debido a que una lesión en su rodilla derecha lo dejó fuera de las canchas por varios meses. 
En 2016 fichó con Quimsa para jugar los siguientes dos años con el club. Sin embargo, al finalizar la primera temporada con los santiagueños terminó desvinculándose de la institución. Posteriormente recibió ofertas para jugar con Salta Basket y Olímpico, pero las negociaciones fracasaron. En consecuencia el baloncestista optó por regresar a los EE. UU., abandonando así la práctica profesional. 

### Clubes
| Club                     | País      | Año}        |
| ------------------------ | --------- | ----------- |
| Sendai 89ers             | Japón     | 2010 - 2011 |
| Quilmes de Mar del Plata | Argentina | 2011 - 2012 |
| Boca Juniors             | Argentina | 2012 - 2013 |
| Regatas Corrientes       | Argentina | 2013 - 2015 |
| Libertad                 | Argentina | 2015 - 2016 |
| Quimsa                   | Argentina | 2016 - 2017 |